# Peter Schwaiger

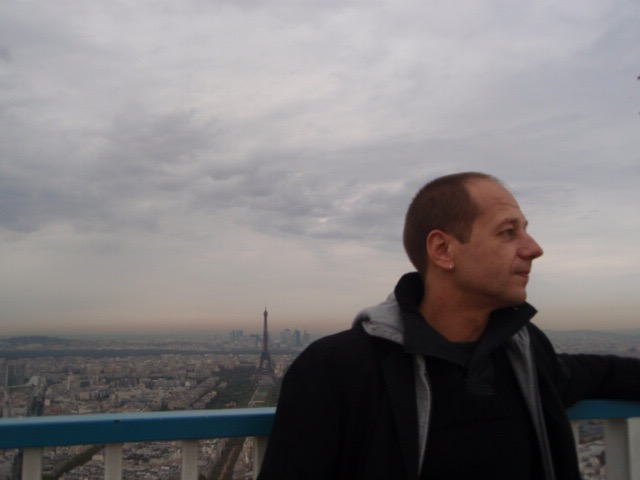
Peter Schwaiger, Paris 2009

Peter Schwaiger (* 4. Februar 1968 in Steyr, Oberösterreich) ist ein österreichischer Schriftsteller und Musiker.

## Leben
Peter Schwaiger legte seine Matura an einem Realgymnasium in Waidhofen ab. Danach begann er eine Lehre als Buchhändler in Steyr, die er jedoch abbrach.  Er lebt in Klosterneuburg.
Peter Schwaiger ist Verfasser von Kurzprosa, Kinderbüchern und Hörspielen. Ende der 1990er-Jahre trat er auch als HipHop-Musiker auf und erreichte 2004 unter dem Namen „Autlaw“ mit seinem Song „A Gringo Like Me“ den 5. Platz beim Protestsongcontest.
Peter Schwaiger ist Mitglied der IG Autorinnen Autoren und der Grazer Autorenversammlung. 1997 nahm er am Ingeborg-Bachmann-Wettbewerb in Klagenfurt teil. Er erhielt u. a. 1997 das Hans-Weigel-Literaturstipendium des Landes Niederösterreich und ein Aufenthaltsstipendium des Literarischen Colloquiums Berlin, 1999 den Anerkennungspreis des Landes Niederösterreich für Literarische Kinder- und Jugendbücher und den Theodor-Körner-Preis sowie 2003 das Elias-Canetti-Stipendium der Stadt Wien.

## Werke
- Kindermachen. Ed. Pangloss, Wels 1996, ISBN 3-901132-15-5
- Der Felix oder Die verkehrte Welt. Gabriel, Wien 1999, ISBN 3-7072-6605-2
- Vito. Haymon, Innsbruck 1999, ISBN 3-85218-302-2